# Periodiche
Periodiche è il nome con il quale venivano chiamate a Napoli le riunioni in case private tenute tra amici e parenti a scopo di intrattenimento, tipicamente fra il tardo Ottocento e i primi del Novecento; le attività svolte durante queste riunioni variavano e dipendevano dalla tipologia delle persone riunite oltre che altro dalla classe sociale di appartenenza dei partecipanti.

## Caratteristiche
Nelle case dei benestanti le periodiche erano analoghe ai salotti letterari e vi si cantavano arie di opera o si esibiva un comico (la macchiette) mentre veniva servito un buffet freddo. In case più modeste tipicamente si riuniva il vicinato per ascoltare canzoni e macchiette al grammofono oppure un pianista e un cantante, assaggiando tarallucci e vino.
La specificità di questi incontri, diversi dal semplice "fare salotto", è che erano incentrati su esibizioni artistiche: erano un'occasione per artisti di vario genere (principalmente musicisti e attori di teatro) d'incontrare il pubblico in una dimensione ridotta e informale; davano spazio a dilettanti ed esordienti e offrivano la possibilità di sperimentare, diffondere canzoni, battute, sketch attraverso il passaparola, in un'epoca in cui non era ancora diffusa la comunicazione di massa.
Un fenomeno correlato è quello delle copielle, testi di canzoni corredati a volte da rudimentali spartiti musicali, stampati su fogli volanti e distribuiti a un costo irrisorio, a volte abusivamente, che si usavano anche durante le periodiche stesse.
Mentre quello delle copielle è un fenomeno più legato alla strada, le periodiche avvenivano in ambiente domestico. Tuttavia entrambi sono ascrivibili al rapporto che a Napoli c'era tra le produzioni artistiche e il pubblico: l'artista e la sua opera si muovono e incontrano l'interlocutore nei luoghi e nei tempi delle sue attività quotidiane, oltre al percorso più tradizionale in cui il pubblico si reca in luoghi specifici (teatri, concerti, ecc.).
Il fenomeno delle periodiche ebbe la sua massima diffusione fra il tardo Ottocento e i primi del Novecento, ma ancora oggi a Napoli non è inusuale essere invitati a riunioni di questo tipo, alle quali intervengono e si esibiscono dei personaggi anche affermati dello spettacolo oppure avvengono presentazioni di libri, proiezioni di film con dibattito o altri eventi culturali.